# Plaques de matrícula de Dinamarca

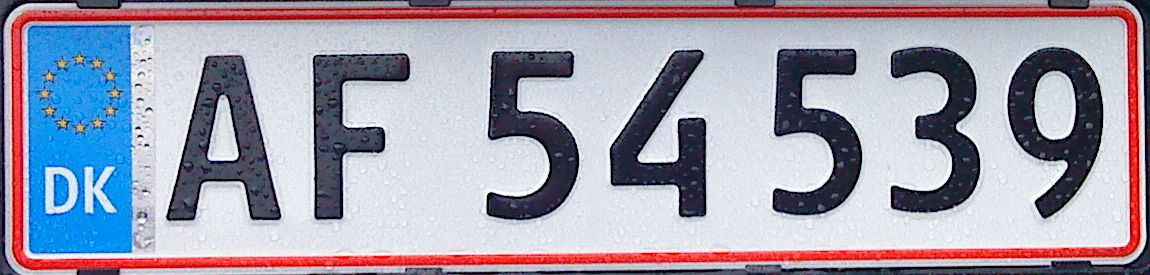
Format de matrícula actual.

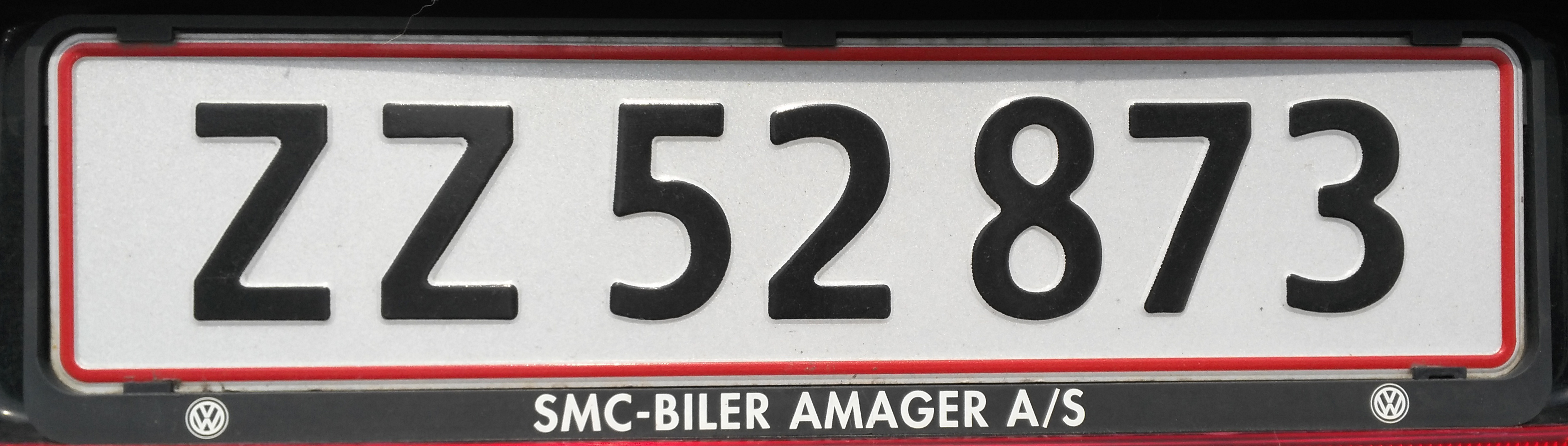
Matrícula danesa sense distintiu UE.

Les plaques de matrícula dels vehicles de Dinamarca segueixen un sistema alfanumèric format per dues lletres i cinc xifres (per exemple, AB 12 345). La combinació és simplement una sèrie i no té connexió amb una ubicació geogràfica, però les xifres formen sèries de nombres en funció del tipus de vehicle. Els caràcters són negres sobre fons blanc i les mides de la placa és de 504 mm per 120 mm (rectangular).
Des de l'octubre de 2009 el format és el comú a la resta de plaques de la Unió Europea, pel que també porta la secció blava a l'extrem esquerre amb les estrelles en cercle de la UE i el codi del país, DK. Tota la placa porta una vora de color vermell.
Les lletres I, Q, Æ, Ø i Å no s'utilitzen. I la O només com a primera lletra de la combinació. La següent sèrie de combinacions de lletres (BH, BU, CC, CD, DK, DU, EU, KZ, MU, PU, PY, SS, UD, UN i VC) es jutja inadequada i no s'assignen.
El parlament danès va decidir el 2006, abans d'adoptar-lo, que el propietari d'un vehicle pot escollir voluntàriament l'adopció del format UE de matrícula pel que l'anterior al 2009 és completament vigent, però perquè els vehicles amb el format anterior puguin sortir a l'estranger han de portar el distintiu del país en un adhesiu ovalat de fons blanc i caràcters negres de 175 mm x 115 mm de fons sense cap mena de publicitat.

## Illes Fèroe

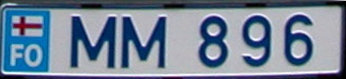
Model de matrícula de les Illes Fèroe.

Adaptació de la franja blava de la UE.

El format de matrícula utilitzat a les illes Fèroe i introduït el 1996 segueix un sistema de dues lletres i tres xifres (per exemple, AB 123) en color blau fosc sobre fons blanc. Al costat esquerre porta una franja blava, similar a les plaques de format UE, amb la bandera i el distintiu FO de les illes, ja que tot i pertànyer a Dinamarca queden fora de la Unió Europea.

## Groenlàndia
Les matrícules a Groenlàndia es van introduir a partir de 1968, amb un sistema d'una lletra, la G, seguida de fins a quatre xifres. Els caràcters eren blancs sobre fons negre.
L'actual format de matrícula, utilitzat des del 1976, segueix un sistema amb les dues lletres, GR, i cinc xifres (per exemple, GR 12 345), el format, la tipografia i les mides són iguals que les de les plaques daneses.

## Codificació

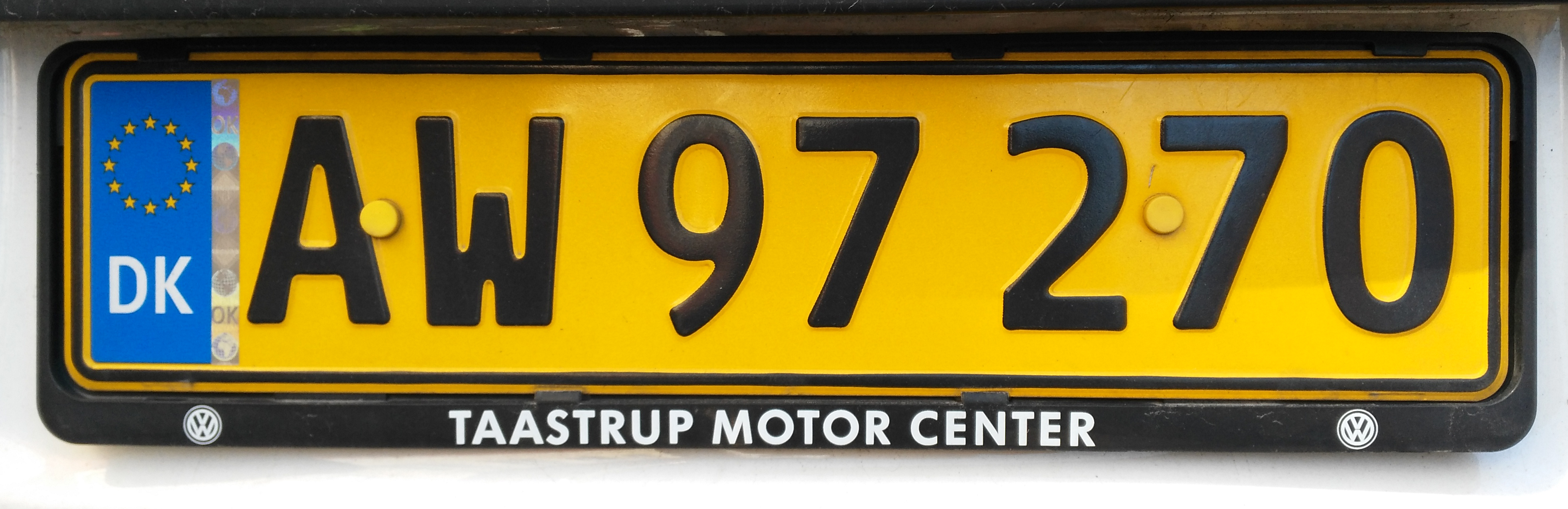
Format post 2009 de matrícula d'ús comercial.

Format de matrícula diplomàtica.

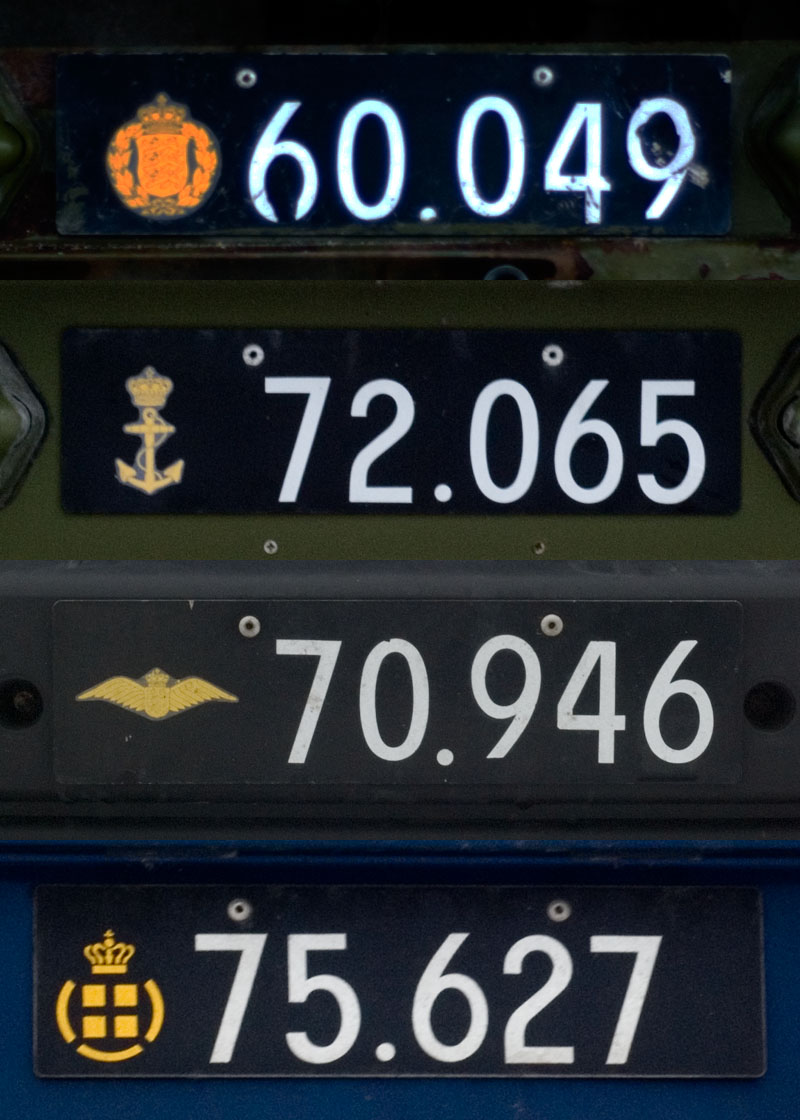
Matrícules militars.

Les xifres de la placa de matrícula es divideix en rangs de nombres segons l'ús i tipus de vehicle. La següent taula mostra el nombre de sèrie actual per als vehicles de motor danesos.
| Nombres         | Ús i tipus de vehicle                                  |
| --------------- | ------------------------------------------------------ |
| 001 - 699       | Ciclomotors grans                                      |
| 700 - 999       | Tractors                                               |
| 10 00 - 29 99   | Remolcs, incloent-hi caravanes                         |
| 50 00 - 99 99   | Remolcs i semiremolcs                                  |
| 5 500 - 9 999   | Ciclomotors petits                                     |
| 10 000 - 18 999 | Motocicletes                                           |
| 19 000 - 19 499 | Tractors                                               |
| 20 000 - 59 999 | Vehicles comuns (plaques rectangulars)                 |
| 60 000 - 75 999 | Vehicles comuns (plaques quadrades)                    |
| 76 000 - 76 999 | Vehicles diplomàtics                                   |
| 77 000 - 77 999 | Vehicles diplomàtics i d'organitzacions internacionals |
| 78 000 - 87 999 | Camions, autobusos, furgonetes (plaques rectangulars)  |
| 88 000-97 999   | Camions, autobusos, furgonetes (plaques quadrades)     |
| 98 000-99 699   | Taxis (plaques rectangulars)                           |
| 99 700-99 999   | Taxis (plaques quadrades)                              |

## Altres tipus
Els vehicles d'ús comercial porten plaques de fons groc amb caràcters en negre (amb franja de la UE o sense).
Els vehicles diplomàtics d'ambaixades o del personal diplomàtic porten unes plaques de fons blau i caràcters en blanc sense la franja de la UE.
Els vehicles militars porten plaques de fons negre amb caràcters en blanc. La numeració es compon de cinc xifres davant les quals hi ha l'escut de la branca de la força armada a la qual pertany.